# Karen Armstrong

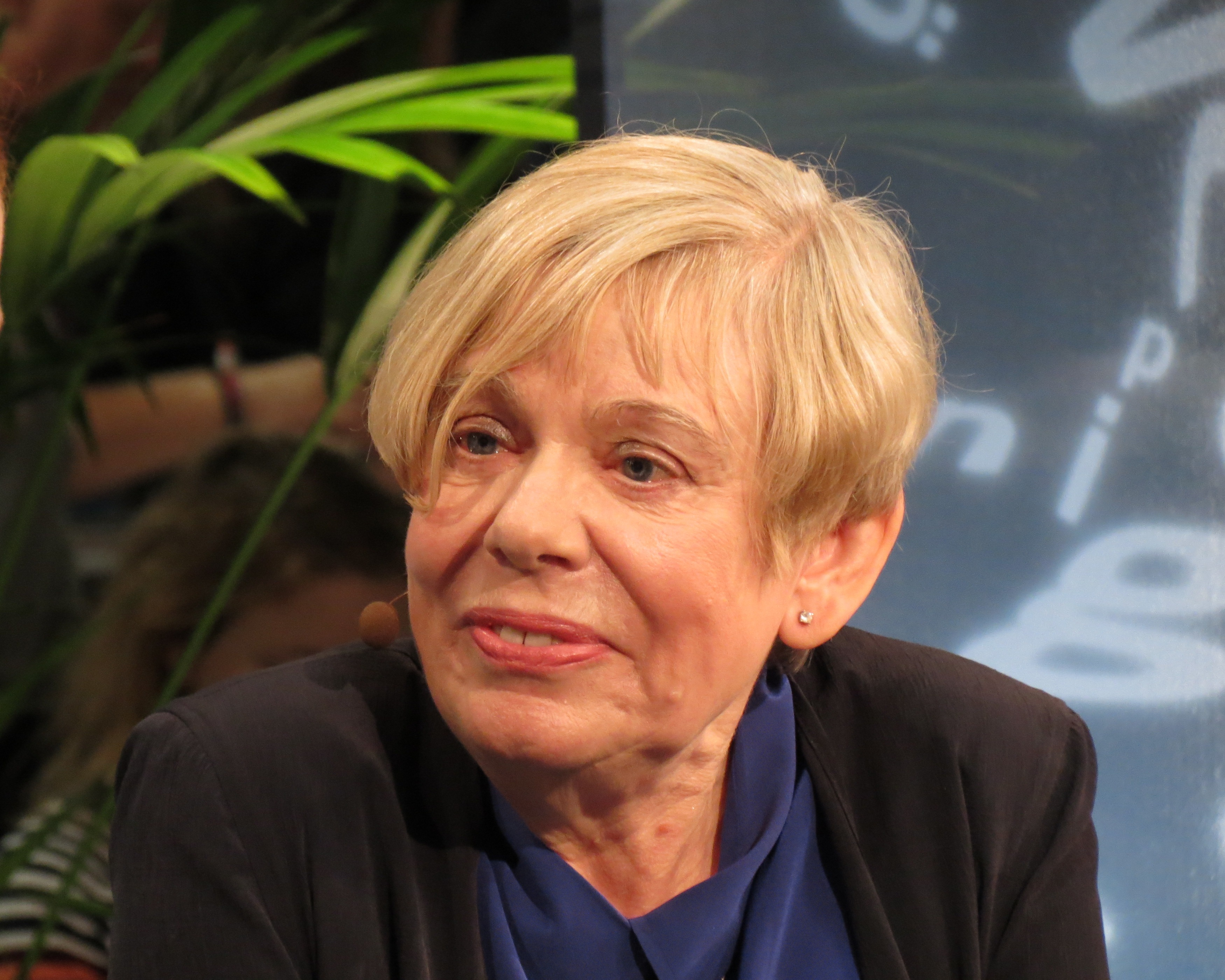
Karen Armstrong tijdens een interview op de Bok & Bibliotek, Göteborg 2016

Karen Armstrong (Wildmoor, Worcestershire, 14 november 1944) is een Britse auteur en expert op het terrein van de religie en aanverwante zaken. Haar specialiteiten zijn het christendom, het jodendom en de islam. Haar boeken worden gekenmerkt door een vrijzinnige en syncretische kijk op het verschijnsel godsdienst.

## Biografie
Van 1962 tot 1969 was zij non in de Engelse orde De gemeenschap van het Heilig Kind Jezus. Al tijdens deze periode ging zij Engelse letterkunde studeren aan de Universiteit van Oxford. Na het verlaten van het klooster rondde zij haar studie af en sindsdien is zij een productief schrijfster op het terrein van de drie monotheïstische religies. Haar boek Through the Narrow Gate beschrijft de in haar ogen beperkte leefwereld van de kloosterlingen. Het bezorgde haar een slechte naam bij vele katholieken.
Armstrong behoort tot de spraakmakende auteurs over vraagstukken van religie en geloof. Ze bouwt voort op gangbare wetenschappelijke inzichten zoals die bijvoorbeeld bestaan omtrent euhemeristische processen en denkbeelden:
Religie was geen geesteshouding die manipulerende vorsten en priesters aan een van oorsprong seculiere menselijke natuur hebben geplakt, maar is de mens ingeschapen. Sterker nog, de secularisatie die we momenteel meemaken is een volstrekt nieuw probeersel en nooit eerder in de geschiedenis van de mens voorgekomen. (Uit: Een geschiedenis van God, pagina 11).
Karen Armstrong lijdt aan epilepsie. Ze betwijfelt de echtheid van de openbaringen en visioenen van religieuze figuren en ziet een neurologische oorzaak als waarschijnlijker.

## Onderscheidingen
In 1999 verleende het Islamitische Centrum van Zuid-Californië haar een eervolle onderscheiding voor haar werk over de betekenis van religie en geloof voor het leven en de samenleving.
In 2008 ontving zij de Four Freedoms Award voor Godsdienstvrijheid.
In 2017 ontving zij een eredoctoraat aan de Vrije Universiteit Amsterdam.

## Werken

### In het Engels
- Through the Narrow Gate (1982), ISBN 0-333-31136-1
- Beginning the World (1983), ISBN 0-333-35017-0
- The First Christian: Saint Paul's Impact on Christianity (1983), ISBN 0-330-28161-5
- Tongues of Fire: An Anthology of Religious and Poetic Experience (1985), ISBN 0-670-80878-4
- The Gospel According to Woman: Christianity's Creation of the Sex War in the West (1986), ISBN 0-241-11449-7
- Holy War (1988), ISBN 0-333-44544-9
- Muhammad: a Biography of the Prophet (1991), ISBN 0-575-05012-8
- The English Mystics of the Fourteenth Century (1991), ISBN 1-85626-023-2
- A History of God: The 4000-Year Quest of Judaism, Christianity and Islam (1993), ISBN 0-434-02456-2
- The End of Silence: Women and the Priesthood (1993), ISBN 1-85702-145-2
- In the Beginning: A New Interpretation of Genesis (1996), ISBN 0-00-628014-5
- Jerusalem: One City, Three Faiths (1996), ISBN 0-00-255522-0
- The Battle for God: Fundamentalism in Judaism, Christianity and Islam (2000), ISBN 0-00-255523-9
- Buddha (2000), ISBN 0-297-64625-7
- Islam: A Short History (2000), ISBN 0-297-64372-X
- Faith After September 11th (2002), ISBN 90-807191-1-0
- The Spiral Staircase (2004), ISBN 0-00-712228-4
- A Short History of Myth (2005), ISBN 1-84195-644-9
- The Great Transformation: The World in the Time of Buddha, Socrates, Confucius and Jeremiah (2006), ISBN 1-903809-75-4
  - in de Verenigde Staten uitgebracht als The Great Transformation: The Beginning of Our Religious Traditions (2006), ISBN 0-375-41317-0
- Muhammad: A Prophet For Our Time (2006), ISBN 0060598972
- The Bible: A Biography (2007)
- The Case for God (2009)
- Twelve Steps to a Compassionate Life (2010)
- A Letter to Pakistan (2011)
- Fields of Blood: Religion and the History of Violence (2014)

### Nederlandse vertalingen
- Jeruzalem. Een geschiedenis van de Heilige Stad, 1996, 530 blz., uitgeverij Anthos - Amsterdam, ISBN 9041400567
- Het evangelie volgens de vrouw, 1997
- Door de nauwe poort; Mijn zeven kloosterjaren - een spirituele ontdekkingsreis, Anthos 1997
- Een geschiedenis van God, 2003, 511 blz., uitgeverij Ambo/Anthos - Amsterdam, ISBN 9041407766
- De wenteltrap. Mijn weg uit de duisternis, 2004, De Bezige Bij,ISBN 9023410955, ISBN 9789023410959
- De Strijd om God. Een geschiedenis van het fundamentalisme, 2005, 493 blz., uitgeverij De Bezige Bij - Amsterdam, ISBN 9023417615
- Islam. Geschiedenis van een wereldgodsdienst, 2005, 320 blz., uitgeverij De Bezige Bij - Amsterdam, ISBN 902341831X
- De grote transformatie. Het begin van onze religieuze tradities, 2006, 544 blz., uitgeverij De Bezige Bij - Amsterdam, ISBN 9023419057
- Mythen, een geschiedenis, 2005, 128 blz., De Bezige Bij, ISBN 9023418018, ISBN 9789023418016
- De Profeet. Over het leven van Mohammed, 2006, De Bezige Bij, ISBN 9023421655, ISBN 9789023421658
- Jihad. Strijders en strijdsters voor Allah, met B. Mohammed en Robert S. Kaplan, 2006, Byblos Uitgeverij, ISBN 9058475352, ISBN 9789058475350
- De Bijbel, de biografie, 2007, Mets & Schilt, ISBN 978-90-5330-578-2
- De kwestie God (oorspronkelijk: The case for God), 2009, 510 blz., De Bezige Bij
- Compassie (oorspronkelijk: Twelve Steps to a Compassionate Life), 2011, 239 blz., De Bezige Bij, ISBN 9789023459736
- In naam van God: religie en geweld (vert. van "Fields of blood: religion and the history of violence"), 2015.- ISBN 9789023488774